# Heinsenia cribrifrons
Heinsenia cribrifrons är en insektsart som beskrevs av Melichar 1906. Heinsenia cribrifrons ingår i släktet Heinsenia och familjen Tropiduchidae. Inga underarter finns listade i Catalogue of Life.